# Pattuglia Sirius
La Pattuglia Sirius (in danese Slædepatruljen Sirius) è un'unità della marina militare danese che garantisce una limitata presenza militare e di polizia nelle zone artiche della Groenlandia settentrionale, tra cui il parco nazionale della Groenlandia Nordorientale. 
L'unità è composta da 14 soldati addestrati per compiere lunghe missioni di ricognizione con l'utilizzo di slitte trainate da cani, operando spesso per diversi mesi senza nessun contatto umano.

## Funzioni
Tra i compiti del corpo vi è la protezione della sovranità danese sulla Groenlandia, sorveglianza nel Parco nazionale della Groenlandia nordorientale e in generale della parte settentrionale dell'isola.

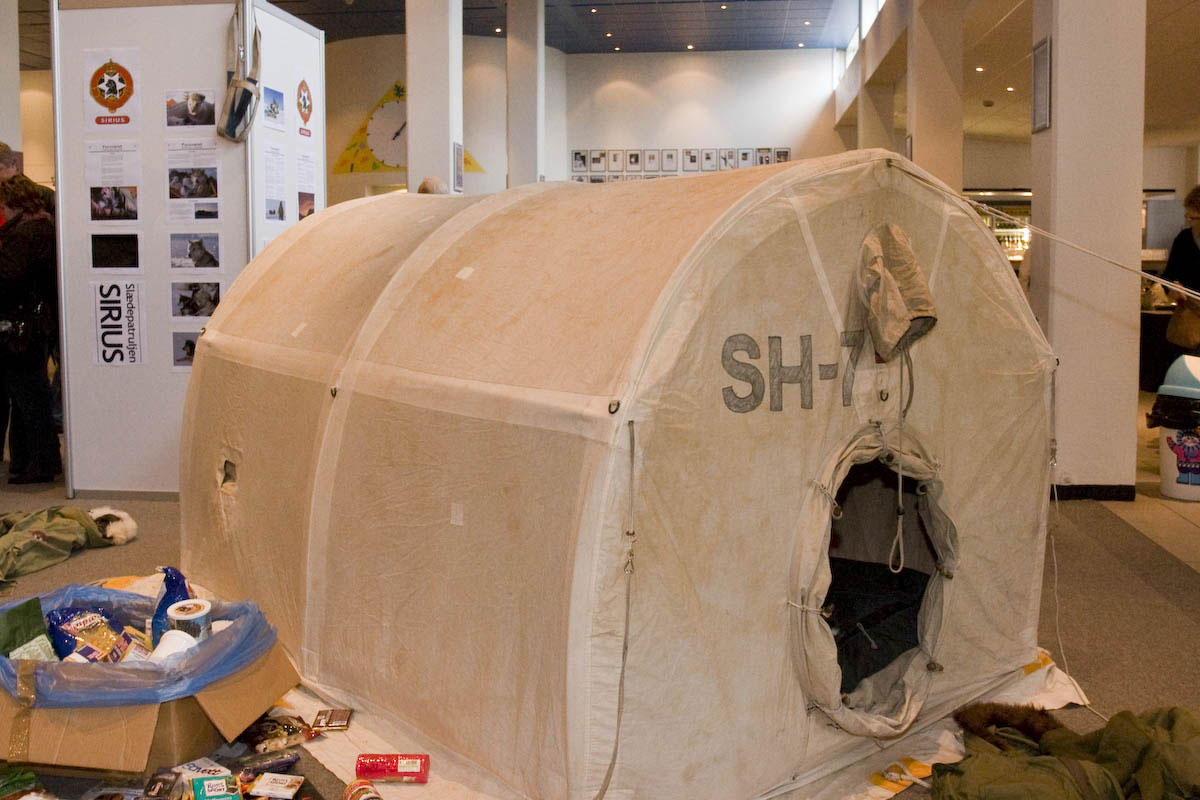
Tenda della Pattuglia Sirius in esposizione.

## Storia
La forma attuale è derivata dal periodo della "guerra fredda" e il corpo nacque alla fine della seconda guerra mondiale.
La causa fu l'operazione Holzauge della Wehrmacht: nell'agosto 1942 i tedeschi avevano paracadutato due gruppi di meteorologi nella Groenlandia orientale, che successivamente vennero scoperti. Dopo questo fatto furono intensificati i pattugliamenti in slitta nella parte settentrionale dell'isola.
In un processo del 1933, l'organo predecessore della corte internazionale stabilì che la Danimarca dovesse essere presente in ogni distretto dell'isola se voleva mantenere il suo diritto a possedere la regione. Nel 1950 venne quindi fondata e istituzionalizzata la Pattuglia Sirius (allora detta RESOLUT); il cambio di nome avvenne nel 1953.
Dal 1974 con l'istituzione del Parco nazionale della Groenlandia nordorientale è diventata di fatto la polizia del parco.

Zona di operazioni della Pattuglia Sirius